# カメル・ギラス
カメル・ギラス（Kamel Ghilas、1984年3月9日 - ）は、フランス・ブーシュ＝デュ＝ローヌ県・マルセイユ出身のサッカー選手。ポジションはセカンドトップ。弟のナビル・ギラスもサッカー選手である。

## キャリア
FCマルティーグのユース出身。同チームにて2001年、4部にあたるCFAデビューした。2003年には3部のASカンヌに移籍。2004-05シーズンにはシーズン7得点を記録しチームを昇格へと導くと、翌2005-06シーズンでも35試合に出場し13得点を挙げた。しかしながら、チームは再び3部へ降格し、これを機にポルトガル2部のヴィトーリアSCと2年契約を結んだ。
ヴィトリアでの初シーズンとなった2006-07シーズンも13得点を挙げ、リーグの優秀プレーヤーに選出、チームをトップリーグへ引き上げる原動力となった。翌シーズンも30試合に出場、昇格チームながら3位という高順位で終えるシーズンに貢献したものの、契約延長がうまくいかず、2008年、フリーでスペインのセルタ・デ・ビーゴに3年契約で加入した。
セルタでの初シーズンは33試合出場し13得点を挙げるもチームは低迷。シーズン終了後にイングランドのブラックバーン・ローヴァーズFCとの契約が決まりかけたが、直前のメディカルチェックにて不合格となって加入までには至らならなかった。セルタはこれを移籍金の引き下げ工作として抗議。これを裏付けるようにブラックバーンとの契約交渉の約2週間後にハル・シティAFCのメディカルチェックにパスし、4年契約を交わした。ハル・シティでの初シーズンは先発がわずか6試合と失望のシーズンとなった。出場機会を求め、フランス1部のACアルル＝アヴィニョン、さらに同2部のスタッド・ランスへとレンタル移籍をすると、ランスで定位置をつかみ、同チームの1部昇格とともに自身の完全移籍を勝ち取った。

## 代表歴
2007年6月2日、カーボベルデ代表戦でアルジェリア代表デビューした。同年11月20日マリ代表戦で初ゴールを記録した。

## 所属クラブ
- FCマルティーグ 2001-2003
- ASカンヌ 2003-2006
- ヴィトーリアSC 2006-2008
- セルタ・デ・ビーゴ 2008-2009
- ハル・シティAFC 2009-2012
  - → ACアルル＝アヴィニョン 2010-2011 (loan)
  - → スタッド・ランス 2011-2012 (loan)
- スタッド・ランス 2012-2014
- シャルルロワSC 2014

| スタブアイコン | サブスタブ | この項目は、まだ閲覧者の調べものの参照としては役立たない、サッカー選手に関連した書きかけの項目です。この項目を加筆・訂正などしてくださる協力者を求めています（P:サッカー/PJ:サッカー選手/PJ:女子サッカー）。 |